# Горбунов, Владимир Михайлович (лётчик)
Владимир Михайлович Горбунов (род. 14 июля 1946, Вятские Поляны) — советский, российский военный лётчик, полковник, заслуженный лётчик-испытатель СССР (4.10.1989), Герой Российской Федерации (1992).

## Биография
Владимир Михайлович Горбунов родился в городе Вятские Поляны Кировской области в семье служащих. Русский. Его отец, Горбунов Михаил Борисович, работал начальником телефонной станции машиностроительного завода, а мать, Надежда Фёдоровна, экономистом в снабжении на этом же заводе. В шесть лет Владимир пошёл в школу, учился в начальной школе № 1. Посещал курсы в авиамодельном кружке при Доме пионеров. В 1956 году семья Горбуновых переехала в город Тулу. В 14 лет стал чемпионом РСФСР по авиамодельному спорту. В 1962 году, сразу после окончания школы, шестнадцатилетний Владимир Михайлович собирался поступить в Качинское лётное училище, но получил отказ, так как в лётное училище брали только с 17 лет.
В 1962 г. поступил в Московский авиационный институт, со второго курса занимался также в аэроклубе института. В 1965 году призван в Советскую Армию, в 1968 г. окончил Качинское высшее военное авиационное училище лётчиков. В течение пяти лет служил в частях ВВС СССР.
В 1974 г., окончив Центр подготовки лётчиков-испытателей ВВС, переведён в 8-й Государственный НИИ ВВС им. Чкалова на лётно-испытательную работу; одновременно продолжил образование в Московском авиационном институте, который окончил в 1978 г.
С ноября 1982 г. перешёл на лётно-испытательную работу в Лётно-исследовательский институт имени М. М. Громова, одновременно — лётчик-инспектор Управления лётной службы Министерства авиационной промышленности СССР. В период 1984—1986 гг. был заместителем начальника Лётно-испытательного центра по лётной части — начальником комплекса.
С 1991 г. — на лётно-испытательной работе в ОКБ имени А. И. Микояна. В 1996 г. вышел в запас, с 1997 г. стал старшим лётчиком-испытателем ОКБ. Живёт в городе Жуковский Московской области.
За более чем 20-летнюю лётно-испытательную работу участвовал в государственных испытаниях самолётов семейств МиГ (МиГ-23, МиГ-25ПД, МиГ-27К, МиГ-29, МиГ-31, МиГ-АТ и их модификаций) и Су (Су-17М3). На многих самолётах выполнил первый полёт: МиГ-21-93 (1995), МиГ-29СМТ (1998), МиГ-29УБТ (1998).

## Семья
Сын, Станислав Владимирович Горбунов - лётчик-испытатель, окончил Качинское военное училище, награжден Орденом Мужества.
Дочь, Юлия Владимировна Горбунова - окончила Московский авиационный институт, трудится на одном из московских предприятий.

## Награды
- Медаль «Золотая Звезда» Героя Российской Федерации (№ 4) — за мужество и героизм, проявленные при испытании новой авиационной техники (Указ Президента Российской Федерации № 891 от 16 августа 1992 года)
- Орден Мужества
- два ордена Красной Звезды
- медали.